# Carex turbinata
Carex turbinata là một loài thực vật có hoa trong họ Cói. Loài này được Liebm. mô tả khoa học đầu tiên năm 1850.